# تونتشي بيريبونيو
تونتشي بيريبونيو (بالكرواتية: Tonči Peribonio)‏ مواليد 3 مايو 1960 في سلافونسكي برود، جمهورية يوغوسلافيا الاشتراكية الاتحادية، هو لاعب كرة يد كرواتي معتزل لعب كحارس مرمى. حقق المركز الأول في ألعاب البحر الأبيض المتوسط 1993.

## الإنجازات
- بطولة يوغوسلافيا لكرة اليد (الشمال) (1): 1986-87
- الدوري الكرواتي لكرة اليد (6): 1991-92 1992-93، 1993–94، 1994–95، 1995–96
- دوري أبطال أوروبا لكرة اليد (1): 1992-93

## روابط خارجية
- تونتشي بيريبونيو على موقع الاتحاد الأوروبي لكرة اليد (الإنجليزية)